# Aristostomias xenostoma
Aristostomias xenostoma — вид голкоротоподібних риб родини Стомієві (Stomiidae).

## Опис
Тіло сягає 15 см завдовжки.

## Поширення
Морський, батипелагічний вид, що зустрічається у тропічних водах усіх океанах на глибині 15-2000 м.